# Цу
Цу́ (яп. 津市, つし, МФА: [t͡su̥ ɕi]?) — місто в Японії, в префектурі Міє. Розташоване в центральній частині префектури, на берегах затоки Ісе.  Адміністративний центр префектури. Виникло на основі призамкового містечка самурайського роду Тодо. У середньовічні називалося Ано́цу. Був одним із трьох великих портів провінції Ісе. У ранньому новому часі виконував роль столиці автономного уділу Цу. Отримало статус міста 1889 року. Площа становить 710,81 км². Станом на 1 серпня 2011 року населення складало 284 839  осіб, густота населення — 401 осіб/км².  Основою економіки є рибальство, суднобудування, машинобудування, харчова промисловість, комерція.   

## Клімат
Місто знаходиться у зоні, котра характеризується вологим субтропічним кліматом. Найтепліший місяць — серпень із середньою температурою 26.7 °C (80 °F). Найхолодніший місяць — січень, із середньою температурою 4.4 °С (40 °F).
| Клімат Цу               | Клімат Цу | Клімат Цу | Клімат Цу | Клімат Цу | Клімат Цу | Клімат Цу | Клімат Цу | Клімат Цу | Клімат Цу | Клімат Цу | Клімат Цу | Клімат Цу | Клімат Цу |
| Показник                | Січ.      | Лют.      | Бер.      | Квіт.     | Трав.     | Черв.     | Лип.      | Серп.     | Вер.      | Жовт.     | Лист.     | Груд.     | Рік       |
| Абсолютний максимум, °C | 18        | 22        | 22        | 28        | 31        | 35        | 37        | 37        | 35        | 30        | 27        | 21        | 37        |
| Середній максимум, °C   | 8         | 8         | 11        | 17        | 21        | 25        | 29        | 30        | 26        | 21        | 16        | 11        | 18        |
| Середня температура, °C | 4         | 4         | 6         | 12        | 16        | 21        | 25        | 26        | 22        | 16        | 11        | 6         | 14        |
| Середній мінімум, °C    | 0         | 0         | 2         | 7         | 12        | 17        | 21        | 22        | 18        | 12        | 6         | 2         | 10        |
| Абсолютний мінімум, °C  | −7        | −7        | −5        | −2        | 3         | 8         | 14        | 14        | 8         | 2         | −1        | −4        | −7        |
| Норма опадів, мм        | 50        | 60        | 110       | 150       | 160       | 250       | 180       | 210       | 300       | 180       | 80        | 50        | 1820      |
| Днів з дощем            | 4         | 5         | 7         | 8         | 9         | 11        | 9         | 10        | 14        | 9         | 4         | 4         | 99        |
| Вологість повітря, %    | 69        | 69        | 70        | 75        | 77        | 80        | 81        | 81        | 83        | 79        | 75        | 70        | 76        |
| ----------------------- | --------- | --------- | --------- | --------- | --------- | --------- | --------- | --------- | --------- | --------- | --------- | --------- | --------- |
| Джерело: Weatherbase    |           |           |           |           |           |           |           |           |           |           |           |           |           |

## Засоби масової інформації
- Телерадіомовна служба NHK в регіоні Тюбу.

## Освіта
- Міеський університет

## Міста-побратими
- Озаску, Бразилія (1976)
- Чженьцзян, КНР (1984)
- Хіґасі-Сіракава, Японія (1989)
- Сюнан, Японія (1990)
- Камі-Фурано, Японія (1997)

## Уродженці
- Йосіда Саорі — спортсменка, борець.